# Lycaste
Lycaste (em português: Licaste ou Licasta) é um género botânico pertencente à família das orquídeas (Orchidaceæ). Foi proposto por John Lindley em 1843, publicado em Edwards's Botanical Register 29: Misc. 14. A espécie tipo, designada por A.A.Bullock, em 1958, em Kew Bull. 13: 254, sua Espécie tipo é a Lycaste macrophylla (Poepp. & Endl.) Lindley, anteriormante Maxillaria macrophylla Poepp. & Endl..

## Etimologia
O nome deste gênero deriva da latinização do nome próprio grego:  Λυκαστη (Lycaste), que era o nome da bela irmã de Helena de Troia e filha de Príamo, conforme narrativa lendária e poética, numa alusão à beleza das flores desse gênero.

## Distribuição
O gênero Lycaste Agrupa cerca de três dezenas de espécies epífitas, ocasionalmente terrestres, de crescimento cespitoso, das florestas do noroeste da América do Sul, América Central desde o Sul do México, Caribe, até os limites da Amazônia, três espécies registradas para o Brasil. A Colômbia é considerada seu centro de irradiação.

## Descrição
Seu rizoma é curto, com pseudobulbos de secção elíptica ou quadrangular, lisos ou sulcados, algo compressos dos lados, quando novos revestidos de Baínhas, com até três folhas no ápice. Estas são grandes e multinervadas, plicadas, pseudopecioladas, algo parecidas com as de Stanhopea, quase sempre caducas. A inflorescência é solitária, ou raramente com duas flores grandes e vistosas, muito mais curta que as folhas, em regra mais alta que os pseudobulbos, ereta, nasce das Baínhas do pseudobulbo. São frequentes as vezes em que nascem diversos rácimos juntos, dando a impressão de que sejam muito mais flores por inflorescência.
As flores, em posição direita, não tombadas, apresentam sépalas quase iguais, bem abertas em um único plano, direitas e regulares, largas na base, presas ao pé da coluna, com este formando pequeno mento simples, conferem à flor um formato triangular quase perfeito. pétalas menores do que as sépalas. labelo séssil, com algum néctar acumulado na base, esta pouco atenuada, levemente unguiculado, trilobado, lobos laterais erguidos, mediano de margem ondulada ou denteada com calo ligulado, estreito e côncavo. A coluna é longa e arcada, na base prolongada em pé, viscídio simples e antera terminal abrigando dois pares de polínias.

## Taxonomia
Recentemente parte de suas espécies foi remivida para o novo gênero Ida.